# Élections sénatoriales de 2020 dans l'Ariège
Les élections sénatoriales dans l'Ariège ont lieu le dimanche 27 septembre 2020. Elles ont pour but d'élire le sénateur représentant le département au Sénat pour un mandat de six années.

## Contexte départemental
Lors des élections sénatoriales de 2014 dans l'Ariège, Alain Duran a été élu sénateur.
Depuis, tous les effectifs du collège électoral des grands électeurs ont été renouvelés, avec les élections départementales de 2015, les élections régionales de 2015, les élections législatives de 2017 et les élections municipales de 2020.

## Sénateur sortant
| Sénateur | Sénateur    | Parti | Fonctions lors de l'élection en 2014 |
| -------- | ----------- | ----- | ------------------------------------ |
|          | Alain Duran | PS    | Conseiller général, maire d'Arnave   |

Il ne se représente pas lors des élections sénatoriales en septembre 2020 pour raison de santé.

## Présentation des candidats et des suppléants
Le nouveau représentant est élu pour une législature de 6 ans au suffrage universel indirect par les 628 grands électeurs du département. Dans l'Ariège, le sénateur est élu au scrutin majoritaire à deux tours. Le nombre reste inchangé, un sénateur est à élire. Les candidatures sont présentées ici dans l'ordre de leur dépôt à la préfecture.
| N°  | Candidats | Candidats                | Parti | Principales fonctions                         |
| --- | --------- | ------------------------ | ----- | --------------------------------------------- |
| T 1 |           | Jérôme Azéma             | LREM  | Conseiller municipal de Foix                  |
| s 1 |           | Catherine Lavergne Duran | LREM  |                                               |
|     |           |                          |       |                                               |
| T 2 |           | Marie-Noëlle Samarcq     | LR    |                                               |
| s 2 |           | Alain Racine             | LR    |                                               |
|     |           |                          |       |                                               |
| T 3 |           | Jean-Jacques Michau      | PS    | Maire de Moulin-Neuf                          |
| s 3 |           | Martine Froger           | PS    | Conseillère municipale d'Alzen                |
|     |           |                          |       |                                               |
| T 4 |           | Yves Villeneuve          | RN    |                                               |
| s 4 |           | Patricia Feuillot        | RN    |                                               |
|     |           |                          |       |                                               |
| T 5 |           | Marcel Lopez             | LFI   | Conseiller municipal de Varilhes              |
| s 5 |           | Dominique Antras         | PCF   | Conseillère municipale de Saint-Girons        |
|     |           |                          |       |                                               |
| T 6 |           | Richard Moretto          | PCF   | Maire du Sautel                               |
| s 6 |           | Isabelle Piquemal        | PCF   | Conseillère municipal de Boussenac            |
|     |           |                          |       |                                               |
| T 7 |           | Christian Lammens        | EÉLV  | Conseiller municipal de Biert                 |
| s 7 |           | Florence Cortès          | EÉLV  | Conseillère municipale de Tarascon-sur-Ariège |

## Résultats
| Candidats                | Candidats                | Parti                    | Nuance                   | Premier tour | Premier tour |
| Candidats                | Candidats                | Parti                    | Nuance                   | Voix         | %            |
| ------------------------ | ------------------------ | ------------------------ | ------------------------ | ------------ | ------------ |
|                          | Jean-Jacques Michau      | PS                       | SOC                      | 314          | 52,95        |
|                          | Jérôme Azéma             | LREM                     | REM                      | 156          | 26,31        |
|                          | Marcel Lopez             | LFI                      | FI                       | 40           | 6,75         |
|                          | Richard Moretto          | PCF                      | COM                      | 32           | 5,40         |
|                          | Christian Lammens        | EÉLV                     | VEC                      | 24           | 4,05         |
|                          | Yves Villeneuve          | RN                       | RN                       | 17           | 2,87         |
|                          | Marie-Noëlle Samarcq     | LR                       | LR                       | 10           | 1,69         |
|                          |                          |                          |                          |              |              |
| Votes valides            | Votes valides            | Votes valides            | Votes valides            | 593          | 98,02        |
| Votes blancs             | Votes blancs             | Votes blancs             | Votes blancs             | 5            | 0,83         |
| Votes nuls               | Votes nuls               | Votes nuls               | Votes nuls               | 7            | 1,16         |
| Total                    | Total                    | Total                    | Total                    | 605          | 100          |
| Abstention               | Abstention               | Abstention               | Abstention               | 19           | 3,04         |
| Inscrits / participation | Inscrits / participation | Inscrits / participation | Inscrits / participation | 624          | 96,96        |